# Doronicum
Doronicum là một chi thực vật có hoa trong họ Cúc (Asteraceae).

## Loài
Chi Doronicum gồm các loài:
1. Doronicum ×excelsum (N.E.Br.) Stace
2. Doronicum ×halacsyi Eichenfeld
3. Doronicum altaicum
4. Doronicum austriacum Jacq.
5. Doronicum bauhini Saut. ex Rchb.
6. Doronicum bithynia
7. Doronicum briquetii
8. Doronicum cacaliifolium Boiss. & Heldr.
9. Doronicum carpaticum (Griseb. & Schenk) Nyman
10. Doronicum carpetanum Willk.
11. Doronicum cataractarum Widder
12. Doronicum clusii (All.) Tausch
13. Doroniucym columnae Ten. --Eastern leopard's bane
14. Doronicum conaense Y.L.Chen
15. Doronicum corsicum (Loisel.) Poir.
16. Doronicum dolichotrichum
17. Doronicum falconeri
18. Doronicum gansuense Y.L.Chen
19. Doronicum glaciale (Wulfen) Nyman
20. Doronicum grandiflorum Lam.
21. Doronicum haussknechtii Cavill.
22. Doronicum hungaricum Rchb.f.
23. Doronicum kamaonense
24. Doronicum latisquamatum C.E.C.Fisch.
25. Doronicum macrophyllum Fisch.
26. Doronicum maximum Boiss. & A.Huet
27. Doronicum oblongifolium DC.
28. Doronicum orientale Hoffm. -- Leopard's bane
29. Doronicum pardalianches L. -- Leopard's bane
30. Doronicum plantagineum L. -- Plantain-leaved leopard's bane
31. Doronicum pubescens Pérez Morales, Penas, Llamas & Acedo
32. Doronicum reticulatum Boiss.
33. Doronicum schischkinii Serg.
34. Doronicum stenoglossum
35. Doronicum thibetanum Cavill.
36. Doronicum tianshanicum C.H.An
37. Doronicum turkestanicum Cavill.
38. Doronicum wendelboi J.R.Edm.